# Пасіки (заказник)
Па́сіки — ботанічний заказник місцевого значення в Україні. Розташований у межах Ужгородського району Закарпатської області, на північ від села Забрідь. 
Площа 1,2 га. Статус надано згідно з рішенням облвиконкому від 07.03.1990 року № 55. У 1999 році ввійшов до складу Ужанського НПП (Указ Президента України від 27.09.1999 року № 1230/99). Перебуває у віданні Солянської сільської ради. 
Статус надано з метою збереження місць зростання пізньоцвіту осіннього (Colchicum autumnale) — рідкісного виду, занесеного до Червоної книги України. 
Входить до складу Ужанського національного природного парку.